# 폴라 파운드스톤
폴라 파운드스톤(영어: Paula Poundstone, 1959년 12월 29일 ~ )은 미국의 코미디언, 배우이다. 《인사이드 아웃》에 출연했다.

## 출연 작품

### 영화
- 2024년 인사이드 아웃 2 - 폴라 역 (애니메이션)